# Pilot 791 SE
Pilot 791 SE är en svensk snabbgående lotsbåt som byggdes 2007 av Marine Alutech OY AB i Tykö i Finland för Sjöfartsverket i Norrköping. Pilot 791 SE stationerades vid Skellefteå lotsplats.